# دی‌اف‌دی‌اس
دی‌اف‌دی‌اس (انگلیسی: DFDS) شرکت کشتیرانی دانمارکی است، که در سال ۱۸۶۶ توسط کارل فردریک تیتگن تأسیس شد.